# Les Sept Âges du monde

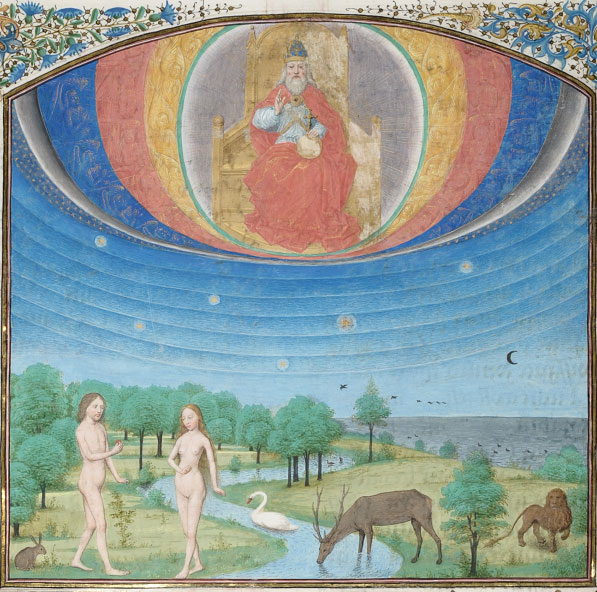
Adam en Eva in het Aards paradijs

Les Sept Âges du monde (ca. 1460) is een verlucht manuscript over de zeven tijdperken van de wereld uit het Bergense atelier van Jacquemart Pilavaine. Het werk, bewaard in de Koninklijke Bibliotheek van België te Brussel (ms. 9047), werd in de 19e eeuw ten onrechte toegeschreven aan Simon Marmion van Amiens.